# Portale (Internet)
Un portale, anche conosciuto come portale web, o portale internet, è un sito web che costituisce un punto di partenza, o porta di ingresso, ad un gruppo di risorse informative e servizi Internet o Intranet correlati.

## Storia
Con la nascita del World Wide Web e dopo la rapida vistosa diffusione dei browser intorno alla metà degli anni 1990, molte compagnie, al fine di controllare una fetta del mercato Internet, hanno costruito o acquisito un portale, tenendo conto del fatto che sono molti gli utenti che iniziano le loro navigazioni da un tale sito. Negli ultimi anni 1990 Netscape Netcenter è passato a far parte di America Online, la Walt Disney Company ha lanciato Go.com, Excite è diventata una parte di AT&T, mentre Lycos fu considerata un buon obiettivo per altre compagnie di media come CBS.
Nei primi anni 2000 si è riscontrato un crescente interesse industriale nei confronti di portali per intranet aziendali, noti anche come «enterprise web». Mentre l'aspettativa di milioni di utenti non affiliati che si rivolgono ad un portale web pubblico ha avuto un mediocre esito finanziario, l'adozione da parte di una grande corporazione di un portale privato per unificare le comunicazioni e le discussioni interne tramite web ha cominciato ad essere visto da molti come una tecnologia in grado di far risparmiare fatiche e denaro.
All'inizio del XXI secolo la maggior parte dei portali d'impresa ha cominciato a rendere disponibili ai loro utenti prestazioni di firma personale. Alcuni analisti aziendali hanno previsto che nel primo decennio del secolo la spesa per portali di intranet aziendali sarà una delle prime cinque aree che contribuiranno alla crescita del settore.

## Caratteristiche
Molti portali sono costruiti e mantenuti con componenti software chiamati portlets. I migliori portali consentono ai loro utenti di personalizzare alcune loro prestazioni.
I portali Web verticali o di nicchia (per questi viene proposto il neologismo in lingua inglese "Vortal", come contrazione di "Vertical Portal") sono concentrati sopra argomenti specialistici o su una fascia particolare di utenti e presentano strumenti quali motori di ricerca, liste di discussione ed elenchi. A partire dagli anni '90 i portali hanno costituito un'importante commodity, una risorsa di uso diffuso.

### Elementi caratteristici
L'iniziativa chiamata Open Directory Project richiede che un sito che intenda essere considerato portale contenga i seguenti meccanismi:
- Motore di ricerca / directory
- Groupware e collaborazione
- Gestione della conoscenza
- Gestione del contenuto
- Gestione del flusso di lavoro (o più comunemente workflow)
- Facilitazioni multicanale
- Firma personale
- Business intelligence e integrazione delle applicazioni
- Integrazione con la gestione dell'identità
- Funzionalità infrastrutturali

I portali Web maggiori forniscono una ampia gamma di prestazioni, servizi, contenuti e collaborazioni commerciali o culturali.

## Portali famosi
Molti dei portali sono nati come elenchi Internet (come Yahoo!) e/o come motori di ricerca (tra i primi Excite, Lycos, AltaVista, infoseek, e HotBot). Si è poi ampliata la fornitura di servizi al fine di consolidare la base degli utenti e di allungare i loro tempi di permanenza nell'ambito del sito. Servizi che richiedono le registrazioni degli utenti come la posta gratuita, le procedure di personalizzazione e le chatrooms, sono stati considerati elementi utili ad aumentare l'uso del portale e quindi a far crescere gli introiti pubblicitari.
Altri produttori di portali aziendali sono Liferay BEA Systems, IBM, Microsoft, Novell, Oracle, TIBCO, CommNav, adenin e SAP.
Per i portali in effetti non sono stati definiti degli standard evoluti da organismi come IEEE.

## Galleria d'immagini

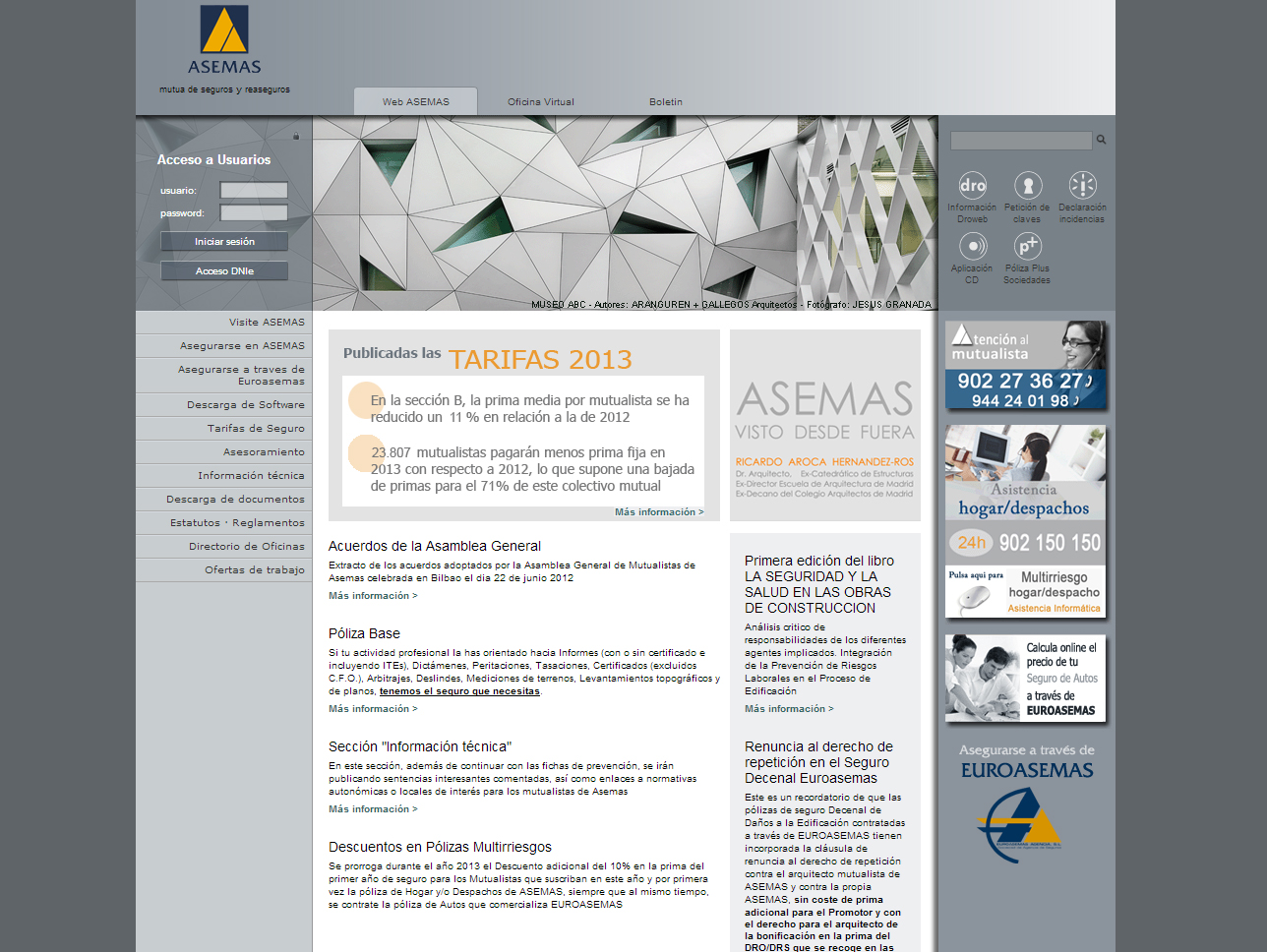
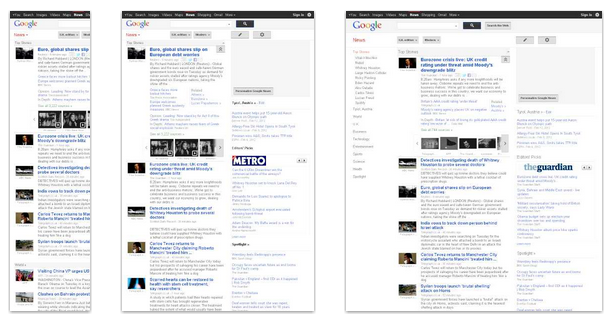